# Micropterix
Micropterix is een geslacht van vlinders uit de familie van de oermotten (Micropterigidae).

## Soorten
- Micropterix abchasiae (Zagulajev, 1983)
- Micropterix aglaella (Duponchel, 1838)
- Micropterix algeriella (Ragonot, 1889)
- Micropterix allionella (Fabricius, 1794)
- Micropterix amasiella (Staudinger, 1880)
- Micropterix amsella Heath, 1975
- Micropterix anderschella (Hübner, 1813)
- Micropterix anglica Jarzembowski, 1980
- Micropterix aruncella (Scopoli, 1763) (Vroege oermot)
- Micropterix aureatella (Scopoli, 1763) (Gebandeerde oermot)
- Micropterix aureocapilla Heath, 1986
- Micropterix aureofasciella Heath, 1986
- Micropterix aureopennella Heath, 1986
- Micropterix aureoviridella (Höfner, 1898)
- Micropterix berytella (Joannis, 1886)
- Micropterix calthella (Linnaeus, 1761) (Dotterbloemoermot)
- Micropterix carthaginiensis Heath, 1986
- Micropterix completella Staudinger, 1871
- Micropterix conjunctella Heath, 1986
- Micropterix constantinella Heath, 1986
- Micropterix corcyrella Walsingham, 1919
- Micropterix croatica Heath & Kaltenbach, 1984
- Micropterix cyaneochrysa (Walsingham, 1907)
- Micropterix cypriensis Heath, 1985
- Micropterix eatoniella Heath, 1986
- Micropterix elegans (Stainton, 1867)
- Micropterix emiliensis Viette, 1950
- Micropterix erctella Walsingham, 1919
- Micropterix facetella Zeller, 1850
- Micropterix fenestrellensis Heath & Kaltenbach, 1984
- Micropterix garganoensis Heath, 1960
- Micropterix granatensis Heath, 1981
- Micropterix hartigi Heath, 1981
- Micropterix herminiella Corley, 2007
- Micropterix huemeri M.A. Kurz, M.E. Kurz & Zeller-Lukashort, 2003
- Micropterix ibericella Caradja, 1920
- Micropterix igaloensis Amsel, 1951
- Micropterix imperfectella Staudinger, 1859
- Micropterix islamella (Amsel, 1935)
- Micropterix isobasella Staudinger, 1871
- Micropterix italica Heath, 1981
- Micropterix jacobella (Walsingham, 1901)
- Micropterix kardamylensis Rebel, 1903
- Micropterix klimeschi Heath, 1973
- Micropterix lagodechiella (Zagulajev, 1987)
- Micropterix lakoniensis Heath, 1985
- Micropterix lambesiella (Viette, 1949)
- Micropterix mansuetella Zeller, 1844 (Zeggenoermot)
- Micropterix maritimella Zagulajev, 1983
- Micropterix maschukella Alphéraky, 1876
- Micropterix minimella Heath, 1973
- Micropterix montanella Zagulajev, 1983
- Micropterix monticolella Kozlov, 1982
- Micropterix montosiella Zagulajev, 1983
- Micropterix myrtetella Zeller, 1850
- Micropterix osthelderi Heath, 1975 (Bergoermot)
- Micropterix paykullella (Fabricius, 1794)
- Micropterix purpureopennella Heath, 1986
- Micropterix pusilella (Hübner, 1813)
- Micropterix rablensis Zeller, 1868
- Micropterix renatae M. E. Kurz, M. A. Kurz & Zeller-Lukashort, 1997
- Micropterix rhodiensis Kurz, Kurz & Zeller-Lukashorst, 1993
- Micropterix rothenbachii Frey, 1856
- Micropterix schaefferi Heath, 1975 (Gelderse oermot)
- Micropterix sicanella Zeller, 1847
- Micropterix trifasciella Heath, 1965
- Micropterix trinacriella M.A. Kurz, Zeller-Lukashort & M.E. Kurz, 1997
- Micropterix tunbergella (Fabricius, 1787) (Bosoermot)
- Micropterix turkmeniella (Kuznetsov, 1960)
- Micropterix tuscaniensis Heath, 1960
- Micropterix uxoria Walsingham, 1919
- Micropterix vulturensis Heath, 1981
- Micropterix wockei Staudinger, 1870
- Micropterix zangheriella Heath, 1963